# Goryphus mulleri
Goryphus mulleri là một loài tò vò trong họ Ichneumonidae.